# Neottia auriculata
Neottia auriculata är en orkidéart som först beskrevs av Karl McKay Wiegand, och fick sitt nu gällande namn av Dariusz Lucjan Szlachetko. Neottia auriculata ingår i släktet näströtter, och familjen orkidéer. Inga underarter finns listade i Catalogue of Life.